# Anticlea callidaria
Anticlea callidaria es una especie de polilla perteneciente a la familia Geometridae. La especie fue descrita por primera vez por Joseph de Joannis habiendo sido descrita en 1891, con distribución en Líbano.